# James Grayman
James Theophilus Grayman (ur. 11 października 1985 w Parham) – lekkoatleta z Antigui i Barbudy specjalizujący się w skoku wzwyż, uczestnik igrzysk olimpijskich, rekordzista kraju.
Rekordy życiowe: stadion – 2,27 (7 lipca 2007, Pergine Valsugana) rekord Antigui i Barbudy; hala – 2,24 (21 lutego 2010, Gandawa).

## Osiągnięcia
- 9 miejsce podczas igrzysk Wspólnoty Narodów (Melbourne 2006)
- brąz igrzysk panamerykańskich (Rio de Janeiro 2007)
- złoty medal mistrzostw Ameryki Środkowej i Karaibów (Hawana 2009)
- 12 miejsce podczas igrzysk Wspólnoty Narodów (Nowe Delhi 2010)
- srebrny medal mistrzostw Ameryki Środkowej i Karaibów (Mayagüez 2011)
- 4 miejsce podczas igrzysk panamerykańskich (Guadalajara 2011)

W 2008 Grayman reprezentował Antiguę i Barbudę na igrzyskach olimpijskich w Pekinie, podczas których zajął 28. miejsce w eliminacjach i nie awansował do finału.